# Estanislao Struway
Estanislao Struway, surnommé Taní (né le 25 juin 1968 à Itá), est un footballeur paraguayen. Il évoluait au poste de milieu de terrain.
Il compte 74 sélections et 4 buts en équipe du Paraguay entre 1991 et 2002.
Prétendant à une place dans le groupe pour la Coupe du monde 1998 en France, il n'a pas été retenu contrairement à ce que peut nous faire croire l'album Panini de ce même mondial. Il se rattrapera en participant à la Coupe du monde 2002 en Corée du Sud et au Japon.

## Clubs
| Club                    | Pays      | Année       |
| ----------------------- | --------- | ----------- |
| Cerro Porteño           | Paraguay  | 1988 - 1994 |
| Racing Club             | Argentine | 1994 - 1995 |
| Club Atlético Los Andes | Argentine | 1995 - 1996 |
| Sporting Cristal        | Pérou     | 1996        |
| Portuguesa              | Brésil    | 1997        |
| Coritiba                | Brésil    | 1998 - 1999 |
| Cerro Porteño           | Paraguay  | 1999 - 2002 |
| Club Libertad           | Paraguay  | 2002 - 2003 |
| 12 de Octubre           | Paraguay  | 2004        |
| Sportivo Iteño          | Paraguay  | 2005        |

## Sélection nationale

### Buts en sélection
| Resultats | Resultats | Resultats | Resultats | Lieu            | Stade                        | Date            | Compétition                       | But(s) |
| --------- | --------- | --------- | --------- | --------------- | ---------------------------- | --------------- | --------------------------------- | ------ |
| Paraguay  | 1         | 3         | Mexique   | Mexico          | Stade Azteca                 | 10 juin 1993    | Amical                            | 1 but  |
| Paraguay  | 1         | 3         | Argentine | Asuncion        | Estadio Defensores del Chaco | 8 août 1993     | Éliminatoires Coupe du monde 1994 | 1 but  |
| Paraguay  | 2         | 0         | Arménie   | Asuncion        | Estadio Defensores del Chaco | 6 janvier 1997  | Amical                            | 1 but  |
| Paraguay  | 2         | 2         | Bolivie   | Ciudad del Este | Stade Antonio Oddone Sarubbi | 13 février 2002 | Amical                            | 1 but  |

## Palmarès
| Titre                   | Club             | Pays     | Année |
| ----------------------- | ---------------- | -------- | ----- |
| Championnat du Paraguay | Cerro Porteño    | Paraguay | 1990  |
| Championnat du Paraguay | Cerro Porteño    | Paraguay | 1992  |
| Championnat du Pérou    | Sporting Cristal | Pérou    | 1996  |
| Championnat du Paraná   | Coritiba         | Brésil   | 1999  |
| Championnat du Paraguay | Cerro Porteño    | Paraguay | 2001  |
| Championnat du Paraguay | Club Libertad    | Paraguay | 2002  |
| Championnat du Paraguay | Club Libertad    | Paraguay | 2003  |